# جون دود (متسابق دراجات نارية)
جون دود (بالإنجليزية: John Dowd)‏ هو متسابق دراجات نارية أمريكي، ولد في 10 أغسطس 1965.